# 曼杰斯赫瓦尔
曼杰斯赫瓦尔（Manjeshwar），是印度喀拉拉邦Kasaragod县的一个城镇。总人口8674（2001年）。

## 人口
该地2001年总人口8674人，其中男性4256人，女性4418人；0—6岁人口1235人，其中男492人，女743人；识字率74.48%，其中男性为79.44%，女性为69.69%。